# ラファエル・デル・ピノ
ラファエル・デル・ピノ（Rafael del Pino、1920年11月10日 - 2008年6月14日）は、スペイン・マドリード出身の実業家。スペインを代表する大企業である建設会社フェロビアル社の創業者。

## 経歴
マドリードに生まれ、1952年にフェロビアル社を創業、やがて国内最大の建設会社に育て上げた。
スペイン随一の富豪であり、フォーブスの発表による世界長者番付の2006年度版においては、一族とともに世界で第59番目の長者に選ばれた。
妻と5人の子供を持つ。